# Людина-акула
«Людина-акула» (англ. Hammerhead) — американський фільм жахів 2005 року.

## Сюжет
Вчений намагається врятувати сина від раку, але замість цього експерименти перетворюють його на людину-акулу. Група людей від фармацевтичної корпорації надсилаються до божевільного доктора на острів розслідувати його діяльність.

## У ролях
- Джеффрі Комбс — доктор Престон Кінг
- Вільям Форсайт — Том Рід
- Хантер Тайло — Амелія Локхарт
- Еліз Мюллер — Джейн Харпер
- Артур Робертс — Вітні Федер
- Г.Р. Джонсон — Берні Амос